# 楊懷民
楊懷民（1953年2月4日—），臺灣男演員、戲曲家，出生於臺北市。其跨界於於說唱藝術、講師、評審、廣播電台節目、幕後製作電視戲劇企劃、統籌、編劇、策劃、總監、製作人等領域。現為亞凰國際娛樂旗下藝人。

## 簡介
1971年，楊懷民於輔仁大學圖書館學系(已更名為圖書資訊學系)一年級時，拜京劇老生關文蔚為師，學習京劇。
1974年，考取華視第二期演員訓練班，同學之中有李立群、顧寶明、劉尚謙、譚艾珍、崔浩然、丁也恬等。（資料來源：2015年4月28日《麻辣同學會》節目中劉尚謙說民國63年「西元1974年」考取，譚艾珍帶來畢業紀念冊說明民國64年「西元1975年」結業）。
1975年，以第一名畢業，與華視簽兩年約，半年後入伍。
退伍後考取中廣播音員，因學科成績優良應邀於中廣雜誌社任編輯。而後華視通告去演戲，客串2集後續約，1978年正式踏入演藝之路。曾出演現代、民初、古裝、京劇、京韻大戲、八角鼓、黃梅戲、紹興戲、廣東戲、歌仔戲等各式戲種。
1984年，因習有京劇底子，公開演出華視特別節目，受石文戶導演青睞，適逢華視歌仔戲孟麗君一劇缺少主小生，經石導推薦予葉青之邀，以不諳臺語、日以繼夜複習練唱身段演練，苦讀台語磨練，憑毅力學習之態度，參與華視葉青歌仔戲《孟麗君》的演出（扮演皇甫少華），幾經努力終成為歌仔戲著名的男小生，亦是台灣電視史上第一位男性的歌仔戲小生，亦被暱稱為歌仔戲王子、皇帝小生。
1992年，開始擔任戲劇幕後製作工作，戲劇策劃計有：法冷情深，劉伯溫傳奇，國姓爺傳奇，包青天，七俠五義，兄弟有緣等劇。在此之前也在電視劇「中國神話故事」中，編寫了「觀世音」及「寶蓮燈」兩單元，是為其編劇。
1998年，金鐘單元劇『千帆過境』﹑『最後的審判』製作人。 
1999年，應邀參與正中書局（風雅之歌）詩歌吟唱集錄製為吟唱者之一，獻身文化；於翌年出版發行。
2001年，擔任製作人，於公共電視文化事業基金會推出第一齣八點檔歌仔戲《秦淮煙雨》，亦於國立臺灣戲曲學院擔任講師；至今演出過電視連續劇、電視歌仔戲、京劇、黃梅調、舞台劇等各種戲劇共百餘齣。
2005年接拍『神機妙算劉伯溫』在錄影過程中聲帶受傷，延誤就醫時間，導致聲帶纖維化無法復原變啞嗓。
2009年，受洗成為基督徒。
2010年2月，檢查出喉結旁甲狀腺上長了個2公分大的腫瘤，擔心開刀會傷害到聲帶故遲遲不敢開刀。之後卻變大成3公分，又發現甲狀腺上長了新瘤。2011年1月，接到表演通知後，為了登上歌舞秀忍痛先割掉已有兩年的3公分腫瘤，所幸還能唱惟聲音較之前的音調低，不能長時間說話唱歌聲音易啞需頻喝水。
2014年拍中視八點檔《月亮上的幸福》，因戲中劇情需拄拐杖被奸人所害摔跤多次。因此傷到脊椎而不自知，2星期內又連閃到腰2次，經醫生再檢查才發現是椎間盤破裂需要開刀。
自出道以來，除了演藝工作也曾任華視演員訓練班講師，投身各愛心公益活動、主持、賑災、義賣、義演或當義工、戲曲傳承，到師大、北大、陽明大學、台北市立師範學院、東吳、文化、中山女高、北一女、師大附中、高師大附中、建中、中山國中、文山國中等等各大院校、中學、民間及海外機構演講教學皆不遺餘力。至今仍活躍於演藝圈，不定期出現於螢光幕，且仍全心致力於公益、動保活動中，是位知名的動保人士。
近期作品為2018年4～9月-三立電視台八點檔《金家好媳婦》，飾演《民哥》一角，嘗試亦正亦邪的角色，深獲好評。
其文章曾發表於中華日報副刊：《秦香蓮的狂喊與理想之間》、《我家的絕代雙嬌》...。臺灣時報：《錄音室裡的驚聲尖叫》、《歐洲之旅》...。

## 演出作品

### 電視歌仔戲
| 年份       | 頻道         | 戲名                                 | 角色                          | 備註   |
| ---------- | ------------ | ------------------------------------ | ----------------------------- | ------ |
| 1984年4月  | 中華電視公司 | 《葉青歌仔戲》《孟麗君》             | 皇甫少華（王少甫） / 東斗星君 | 共30集 |
| 1984年7月  | 中華電視公司 | 《葉青歌仔戲》《秋霜燕子飛》         | 吳三桂/燕江天                 | 共40集 |
| 1985年3月  | 中華電視公司 | 《葉青歌仔戲》《周公與桃花女》       | 柳先春/錢彭翦                 | 共30集 |
| 1985年4月  | 中華電視公司 | 《葉青歌仔戲》《描金扇》             | 雲七郎                        | 共30集 |
| 1985年8月  | 中華電視公司 | 《葉青歌仔戲》《楊家將》             | 楊延輝（四郎）/楊宗保         | 共34集 |
| 1985年10月 | 中華電視公司 | 《葉青歌仔戲》《巫山一段雲》         | 仇天鵬                        | 共40集 |
| 1985年     | 中華電視公司 | 《葉青歌仔戲》《才子佳人－西廂記》   | 張君瑞                        |        |
| 1985年     | 中華電視公司 | 《葉青歌仔戲》《才子佳人－玉堂春》   | 吳義                          |        |
| 1985年     | 中華電視公司 | 《葉青歌仔戲》《才子佳人－金枝玉葉》 | 郭曖                          |        |
| 1985年     | 中華電視公司 | 《葉青歌仔戲》《才子佳人－花木蘭》   | 趙明                          |        |
| 1985年12月 | 中華電視公司 | 《葉青歌仔戲》《彩雲天涯》           | 檀郎                          | 共40集 |
| 1986年4月  | 中華電視公司 | 《葉青歌仔戲》《薛丁山救五美》       | 花無痕（李同）/李治           | 共40集 |
| 1986年6月  | 中華電視公司 | 《葉青歌仔戲》《趙匡胤》             | 柴榮                          | 共40集 |
| 1986年12月 | 中華電視公司 | 《葉青歌仔戲》《新七俠五義》         | 展昭                          | 共40集 |
| 1987年11月 | 中華電視公司 | 《葉青歌仔戲》《紅塵客》             | 楚天遙                        | 共40集 |
| 1987年12月 | 中華電視公司 | 《葉青歌仔戲》《金縷歌》             | 曹植（曹子建）                | 共10集 |
| 1988年2月  | 中華電視公司 | 《葉青歌仔戲》《春江花月夜》         | 柳雲生                        | 共30集 |
| 1988年3月  | 中華電視公司 | 《葉青歌仔戲》《陸文龍》             | 王佐                          | 共10集 |
| 1988年     | 中華電視公司 | 《華視歌仔戲》《蝶戀花》{狄珊自製}   | 凌霄（皇子玉柱） /皇帝        | 共30集 |
| 1990年9月  | 中華電視公司 | 《葉青歌仔戲》《孔明三氣周瑜》       | 周瑜                          | 共40集 |
| 1991年7月  | 中華電視公司 | 《葉青歌仔戲》《秋江煙雲》           | 陸天逸                        | 共20集 |
| 1992年9月  | 中華電視公司 | 《葉青歌仔戲》《玉樓春》             | 段居真                        | 共40集 |
| 1994年6月  | 中華電視公司 | 《葉青歌仔戲》《伍子胥闖昭關》       | 申包胥                        | 共46集 |
| 1995年10月 | 中華電視公司 | 《葉青歌仔戲》《皇甫少華與孟麗君》   | 元成宗                        | 共40集 |
| 1996年9月  | 中華電視公司 | 《葉青歌仔戲》《陳三五娘》           | 小七                          | 共40集 |
| 1997年     | 中華電視公司 | 《葉青歌仔戲》《梁山伯與祝英台》     | 路人（客串）                  | 共一集 |
| 1998年1月  | 中華電視公司 | 《葉青歌仔戲》《薛平貴與王寶釧》     | 蘇龍                          | 共40集 |
| 1998年11月 | 中華電視公司 | 《葉青歌仔戲》《白蛇傳》             | 皇帝（客串演出）              | 共40集 |
| 2000年12月 | 八大電視     | 《鳳仙歌仔戲》《情獄》               | 張少雲（師爺）                |        |
| 2001年4月  | 公共電視     | 《葉青歌仔戲》《秦淮煙雨》           | 杜瑤麒                        | 共16集 |
| 2013年4月  | 民視         | 《陳亞蘭歌仔戲》《天龍傳奇》         | 宋仁宗（客串演出）            | 共80集 |

### 電視劇
| 年份          | 頻道             | 劇名                                               | 角色                                              |
| ------------- | ---------------- | -------------------------------------------------- | ------------------------------------------------- |
| 1974年10月    | 中華電視公司     | 《鑑湖女俠》                                       | 崔博                                              |
| 1974年9月     | 中華電視公司     | 《保鑣》                                           |                                                   |
| 1978年3月     | 中華電視公司     | 《春暉》                                           | 王肇文                                            |
| 1978年7月     | 中華電視公司     | 《楓林渡》                                         | 江志鴻                                            |
| 1978年9月     | 中華電視公司     | 《家在臺北》                                       | 尚健                                              |
| 1979年2月     | 中華電視公司     | 《玉玲瓏》                                         | 藍竹                                              |
| 1979年3月     | 中華電視公司     | 《片片春陽片片情》                                 | 林濟孝                                            |
| 1979年7月     | 台視 中視 華視   | 《西貢風雲》                                       | 蔡清河                                            |
| 1979年7月     | 中華電視公司     | 《虎膽神捕》                                       | 周全                                              |
| 1979年8月     | 中華電視公司     | 《風雲會》                                         | 八德八將之一《義》：常玉春/常玉春之父（出演一集） |
| 1979年9月17日 | 中華電視公司     | 《月下老人》                                       |                                                   |
| 1979年10月    | 中華電視公司     | 《花飛花舞花滿天》                                 | 王士馴                                            |
| 1979年11月    | 中華電視公司     | 《鐵膽柔情》                                       | 楊明昌                                            |
| 1979年12月    | 中華電視公司     | 《鐵血壯士》                                       | 杜君平                                            |
| 1979年        | 中華電視公司     | 四季春單元劇《大驚奇》                             |                                                   |
|               | 中華電視公司     | 華視劇展《兩個月亮》                               |                                                   |
| 1979年        | 中華電視公司     | 華視劇展《好一個晴天》                             |                                                   |
| 1980年        | 中華電視公司     | 華視劇展《花開花落總是情》                         |                                                   |
| 1980年1月     | 中華電視公司     | 《黃梅戲》《江南遊》                               | 高文奇                                            |
| 1980年7月     | 中華電視公司     | 《五虎將》                                         | 石仁                                              |
| 1980年        | 中華電視公司     | 《五虎將》《虎威震八方》                           | 艾虎                                              |
| 1980年9月     | 中華電視公司     | 《鐵面太守》                                       | 王剛                                              |
| 1980年10月    | 中華電視公司     | 《黃梅戲》《江南春》                               | 文徵明                                            |
| 1980年12月    | 中華電視公司     | 午間國語單元劇《大迷糊與小淘氣》                   | 侯志風                                            |
| 1980年12月    | 中華電視公司     | 華視劇展《愛與罪》                                 |                                                   |
| 1980年        | 中華電視公司     | 《俠客》                                           | 季承晚                                            |
| 1981年        | 中華電視公司     | 《仙女下凡》                                       |                                                   |
| 1981年        | 中華電視公司     | 華視劇展《小閣樓的春天》                           | 舒揚帆                                            |
| 1981年6月     | 中華電視公司     | 《金剛特勤組》                                     | 方紹先                                            |
| 1981年7月     | 中華電視公司     | 《模特兒之戀》                                     | 杜元朴                                            |
| 1981年12月    | 中華電視公司     | 午間國語單元連續劇《恭喜大發財》《阿牛的故事》單元 | 阿牛                                              |
| 1981年12月    | 中華電視公司     | 《四大金釵》                                       | 剛天秀                                            |
| 1982年3月     | 中華電視公司     | 《雷霆千里》                                       | 朱天民                                            |
| 1982年4月     | 中華電視公司     | 《霍元甲》                                         | 光緒皇帝                                          |
| 1982年6月     | 中華電視公司     | 黃金劇場《恰是愛的時候》                           |                                                   |
| 1982年6月     | 中華電視公司     | 黃金劇場《框裡框外》                               | 程拓                                              |
| 1982年        | 中華電視公司     | 黃金劇場《他們的故事》                             |                                                   |
| 1983年        | 中華電視公司     | 黃金劇場《男人不要看》                             |                                                   |
| 1983年2月     | 中華電視公司     | 風雅劇集《紅樓夢》第43集《尤三姐》                 | 柳湘蓮                                            |
| 1983年        | 中華電視公司     | 風雅劇集《花田錯》                                 |                                                   |
| 1983年4月     | 中華電視公司     | 《蕭十一郎》                                       | 連城璧                                            |
| 1983年5月     | 中華電視公司     | 《玉女神笛》                                       | 皇甫青                                            |
| 1983年        | 中華電視公司     | 《中國神話故事》《七仙女》                         |                                                   |
| 1983年10月    | 中華電視公司     | 《中國神話故事》《西遊記》                         | 唐三藏                                            |
| 1983年11月    | 中華電視公司     | 《煙雨江南》                                       | 康熙                                              |
| 1983年12月    | 中華電視公司     | 《江南遊龍》《太上忘情》                           | 福瑞                                              |
|               | 中華電視公司     | 《江南遊龍》《惡頌師》                             | 杜華                                              |
| 1984年        | 中華電視公司     | 頂好劇場〈夜夜念花嬌〉                             |                                                   |
| 1984年4月     | 中華電視公司     | 奇幻劇場〈天外金球〉                               |                                                   |
| 1984年6月     | 中華電視公司     | 《大俠沈勝衣》〈銀劍恨〉                           | 柳展禽                                            |
| 1984年6月11日 | 中華電視公司     | 《河山春曉》                                       |                                                   |
| 1984年        | 中華電視公司     | 《金玉劇坊》黃梅戲《武松與潘金蓮》                 | 西門慶                                            |
| 1984年        | 中華電視公司     | 《金玉劇坊》 黃梅戲《金枝玉葉》                    | 東宮太子                                          |
| 1984年        | 中華電視公司     | 《金玉劇坊》 黃梅戲 《楊乃武與小白菜》             | 楊乃武                                            |
| 1984年        | 中華電視公司     | 《金玉劇坊》黃梅戲 《白兔奇緣》                    | 劉智遠                                            |
| 1984年7月     | 中華電視公司     | 《金玉劇坊》黃梅戲 《順治帝與董小宛》              | 冒辟疆                                            |
| 1984年10月    | 中華電視公司     | 《金玉劇坊》黃梅戲 《西太后與珍妃》                | 光緒皇帝                                          |
| 1984年        | 中華電視公司     | 《金玉劇坊》黃梅戲 《春桃鬧堂》                    | 周友群                                            |
| 1984年        | 中華電視公司     | 《金玉劇坊》黃梅戲 《三探御妹》                    | 明世宗                                            |
| 1984年12月    | 中華電視公司     | 《中國神話故事》《天雷報》                         |                                                   |
| 1985年1月     | 中華電視公司     | 社教戲劇單元劇《婆婆媽媽》                         | 陳經炳                                            |
| 1985年3月     | 中華電視公司     | 《名劍風流》                                       | 易容後的俞佩玉                                    |
| 1985年6月     | 中華電視公司     | 《四郎與真平》                                     | 梁太子                                            |
| 1986年2月     | 中華電視公司     | 春節特別節目《黃梅戲》《仙凡奇緣》                 | 高玉鵬                                            |
| 1986年        | 中華電視公司     | 《黃梅戲》《天上人間》                             | 柳天逸                                            |
| 1986年        | 中華電視公司     | 名家劇坊《光身子的男人》                           |                                                   |
| 1986年10月    | 中華電視公司     | 名家劇坊《秋海棠》                                 | 吳玉清                                            |
| 1986年1月     | 中華電視公司     | 《幾度夕陽紅》                                     | 王孝城                                            |
| 1989年        | 中華電視公司     | 《我愛的是你》                                     |                                                   |
| 1990年        | 中華電視公司     | 《幾度春風幾度霜》                                 | 莊寧遠                                            |
| 1990年        | 中華電視公司     | 家庭診所單元劇《比翼雙飛》                         |                                                   |
| 1990年10月    | 中華電視公司     | 《六壯士-易水寒》                                  | 燕太子                                            |
| 1991年5月     | 中華電視公司     | 《賣鹽順仔》                                       | 閻濤                                              |
| 1992年9月21日 | 中華電視公司     | 《劉伯溫傳奇》〈薄情御史〉                         | 屠啟明                                            |
| 1993年2月     | 中華電視公司     | 《包青天》〈鍘美案〉單元                           | 陳世美                                            |
| 1993年        | 中華電視公司     | 《包青天》〈鍘龐昱〉單元                           | 田起元                                            |
| 1993年        | 中華電視公司     | 《包青天》〈探陰山〉單元                           | 顏查散                                            |
| 1993年        | 中華電視公司     | 《包青天》〈秋娘〉單元                             | 張頌德                                            |
| 1993年        | 中華電視公司     | 《包青天》〈鴛鴦蝴蝶夢〉單元                       | 石永靖                                            |
| 1993年        | 中華電視公司     | 《包青天》〈九道本〉單元                           | 王倫                                              |
| 1993年4月28日 | 中華電視公司     | 《我們這一班》                                     | 蘇懷                                              |
| 1994年6月     | 中華電視公司     | 《七俠五義》〈真命天子〉單元                       | 葛青                                              |
| 1994年8月     | 中華電視公司     | 《七俠五義 》〈包公鬥法王〉單元                    | 赫連鵬                                            |
| 1995年        | 中華電視公司     | 《劉伯溫傳奇》《寸草心》<一、二、三、四>           | 狄少傑                                            |
| 1995年2月     | 中華電視公司     | 《兄弟有緣2》                                      | 趙建國                                            |
| 1995年        | 中華電視公司     | 《國姓爺傳奇》                                     | 陳永華                                            |
| 1995年        | 中華電視公司     | 《我愛我妻我愛子》                                 | 蕭明輝                                            |
| 1996年3月     | 中華電視公司     | 《劉伯溫傳奇》〈夕陽瀝血（上、下）〉               | 姚廣孝                                            |
| 1997年5月7日  | 中華電視公司     | 《施公奇案》〈燒餅皇帝芝麻官〉單元                 | 阿德貝勒                                          |
| 1997年7月     | 中華電視公司     | 《施公奇案》〈陰陽變〉單元                         | 鐵梅嶺                                            |
| 1998年1月     | 中華電視公司     | 《施公奇案》〈天倫夢覺〉單元                       | 莫雲之                                            |
| 1998年        | 中華電視公司     | 《台灣靈異事件》〈孝子棒〉                         | 洪彥夫/小龍兒                                     |
| 1999年4月     | 中華電視公司     | 《土地公傳奇》〈雙龍奪珠〉                         | 皇帝（趙永元）                                    |
| 1999年6月     | 中華電視公司     | 《土地公傳奇》〈天生一對〉                         | 皇帝                                              |
| 1999年        | 中華電視公司     | 《台灣怪談》〈河邊春夢〉                           |                                                   |
| 1999年        | 中華電視公司     | 《台灣靈異事件》〈五戒〉                           | 林智慧                                            |
| 1999年9月     | 中華電視公司     | 《何日君再来》                                     | 林火木                                            |
| 2000年        | 中華電視公司     | 《頭家娘》                                         | 何孟元                                            |
| 2000年        | 中華電視公司     | 《台灣靈異事件》〈冤枉啊！大人〉                   | 方立國                                            |
| 2002年        | 中華電視公司     | 《台灣靈異事件》〈菩薩唱歌了〉                     | 歌星殺手                                          |
| 2002年        | 中華電視公司     | 《台灣靈異事件》〈陰陽夫妻〉                       | 陳金宏                                            |
| 2005年3月     | 中華電視公司     | 《生命的太陽》                                     | 吳進貴                                            |
| 2014年4月28日 | 中華電視公司     | 《巷弄裡的那家書店》                               | 杜逸民                                            |
| 1992年        | 中國電視公司     | 《良人》                                           | 鄭世華                                            |
| 1997年        | 中國電視公司     | 《浪子大欽差》〈旺來運來〉〈公主萬歲〉             | 皇帝                                              |
| 2014年5月     | 中國電視公司     | 《月亮上的幸福》                                   | 鄭雲生                                            |
| 1992年        | 台灣電視公司     | 《法冷情深》                                       |                                                   |
|               | 台灣電視公司     | 《香格里拉》                                       |                                                   |
| 1993年        | 台灣電視公司     | 《作家劇場》《夜行貨車》                           | 林榮平                                            |
| 1997年        | 台灣電視公司     | 《一品夫人芝麻官》〈真假劉銘傳〉                   | 夏冰文                                            |
| 1997年        | 台灣電視公司     | 《巧娘》                                           | 陳福生/陳文華                                     |
| 1998年        | 台灣電視公司     | 《布袋和尚》〈六月雪〉                             | 張文榮                                            |
| 1998年        | 台灣電視公司     | 《布袋和尚》〈二度梅〉                             | 梅良玉/巫錢                                       |
| 2000年        | 台灣電視公司     | 《一家之鼠》                                       |                                                   |
| 2001年        | 台灣電視公司     | 《天下第一狀》                                     | 洪立言                                            |
| 2001年3月     | 台灣電視公司     | 《流氓教授》                                       | 教誨師                                            |
| 2002年        | 台灣電視公司     | 《台灣曼波~少年頭家》                              |                                                   |
| 2003年9月     | 台灣電視公司     | 《牽手向明天》                                     | 李銘賢                                            |
| 2004年4月     | 台灣電視公司     | 《兄弟姐妹》                                       | 汪正遠                                            |
| 2005年4月     | 台灣電視公司     | 《海誓山盟》                                       | 方士清                                            |
| 2005年5月     | 台灣電視公司     | 《我最愛的人》                                     | 黑龍                                              |
| 2006年8月23日 | 台灣電視公司     | 《神機妙算劉伯溫》                                 | 胡惟庸                                            |
| 1998年        | 民間全民電視公司 | 《一枝草一點露》                                   | 許嘉成                                            |
| 1998年        | 民間全民電視公司 | 《江山美人》《泣血江山》                           | 高叫天                                            |
| 1998年        | 民間全民電視公司 | 《江山美人》《無名火》                             | 李晚/仇晚                                         |
|               | 民間全民電視公司 | 《台灣奇案》〈牛罵頭一運二命三風水〉               | 浦文良                                            |
| 2003年        | 民間全民電視公司 | 《台灣奇案》〈架仔頭赤腳仙〉                       | 包哲生                                            |
|               | 民間全民電視公司 | 《台灣奇案》〈媽祖的後生〉                         | 天生                                              |
|               | 民間全民電視公司 | 《台灣奇案》〈陳陶告林品〉                         | 嘉慶君                                            |
| 2008年        | 民間全民電視公司 | 《娘家》                                           | 張正德                                            |
| 2003年7月     | 三立台灣台       | 《天地有情》                                       | 黃坤南                                            |
| 2004年2月     | 三立台灣台       | 《台灣龍捲風》                                     | 客串。檢察官「關偉杰」                            |
| 2007年9月     | 三立台灣台       | 《我一定要成功》                                   | 客串 I.M.A台灣區總會長「彼得」                    |
| 2015年        | 三立台灣台       | 《親家》                                           | 劉文正                                            |
| 2018年5月     | 三立台灣台       | 《金家好媳婦》                                     | 陳新民／陈启民                                    |
| 2007年11月    | 央視             | 《大人物》臺、港、中三地合作                       | 楚留香                                            |
| 2010年9月     | 中國大陸         | 《世間道》                                         | 金慶生                                            |
| 2011年3月     | 中國大陸         | 《梨花淚》                                         | 莫桂鳴                                            |
| 2011年7月     | 中國大陸         | 《中國地》                                         | 北村次郎                                          |
| 2011年9月     | 中國大陸         | 《愛情睡醒了》                                     | 郝仁園                                            |
| 2011年12月    | 中國大陸         | 《追逃》                                           | 馬國孝                                            |
| 2014年3月     | 中國大陸         | 《原鄉》                                           | 傅友誠                                            |
| 2002年6月     | 大愛電視         | 大愛真實人生劇場《溫馨醫世情》                     |                                                   |
| 2006年10月    | 大愛電視         | 大愛真實人生劇場《生命圓舞曲》                     | 林再傳                                            |
| 2009年11月    | 大愛電視         | 大愛真實人生劇場《醫世情》                         | 客串演出                                          |
| 2014年2月     | 大愛電視         | 大愛真實人生劇場《美好歲月》                       | 天送伯                                            |
| 2015年9月     | 大愛電視         | 大愛長情劇展《阿嬌姨的苦甘人生》                   | 周正弘(09.09)播出第3集開始出演                    |
| 2016年10月    | 大愛電視         | 大愛劇場《蘇足》                                   | 林三（蘇足的丈夫）11.25播出第26集開始出演         |

### 電影
| 年份   | 片名             | 角色   | 主演                                                 |  |
| ------ | ---------------- | ------ | ---------------------------------------------------- |  |
| 1980年 | 《暖暖冬陽》     |        | 楊懷民、李烈、韓甦、張小蘭                           |  |
| 1980年 | 《撫遠街大慘案》 |        | 楊懷民、薛方、范鴻軒、楊若蘭                         |  |
| 1980年 | 《一根火柴》     |        | 葉倩文、馬永霖、楊懷民、方芳、顧寶明、許勝武、張國棟 |  |
| 1981年 | 《古寺奇情》     | 余方舟 | 楊懷民、許佩容、林慧、 丁國勝、 李影、 田平春        |  |
|        | 《愛別離》       | 劉正傳 | 楊懷民、蘇明明、慕思成、裴在美                       |  |

### 舞台劇
| 劇名                                                                        |
| --------------------------------------------------------------------------- |
| 1992年黃梅戲《七仙女》                                                      |
| 1993年歌仔戲《冉冉紅塵》飾吳一山                                            |
| 星馬公演歌仔戲《八美圖》。《浪子與學士》飾林啟三                            |
| 星馬公演歌仔戲《商琳與秦雪梅》                                              |
| 1999年《你的愛，孩子的未來》歌仔戲921義演《陳三五娘》                       |
| 1988.07.13 國民黨十三全會同樂晚會「信心與期望」演出京劇《精忠報國》飾韓世忠 |
| 京劇《四郎探母》                                                            |
| 京劇《打漁殺家》                                                            |
| 京劇《打侄上墳》                                                            |
| 京劇《紅鬃烈馬》                                                            |
| 京劇《龍鳳呈祥》                                                            |
| 京劇《審頭刺湯》                                                            |
| 京劇《蘆花河》                                                              |
| 京劇《黃鶴樓》                                                              |
| 1986年現代戲劇胡金銓《蝴蝶夢》                                              |
| 1989年現代戲劇表演工作坊《回頭是彼岸》飾石之行                              |
| 1992年現代戲劇表演工作坊《推銷員之死》飾查利                                |
| 1996年現代戲劇果陀劇場《淡水小鎮》（第三版）                                |
| 2013年黃梅調台北市立國樂團舉辦《經典黃梅調演唱會》                          |
| 2015年京劇《孫中山》、串歌仔、客家戲 飾李蓮英                               |
| 2016年黃梅調《調·戲黃梅》《七仙女》（選段）                                 |

### 影視錄影帶
| 年份   | 製作發行 | 節目名                                       | 角色(備註)                                                                            |
| ------ | -------- | -------------------------------------------- | ------------------------------------------------------------------------------------- |
| 1991年 | 巨登育樂 | 《黑貓大舞台》《江山美人》                   | 正德皇帝                                                                              |
| 1991年 | 巨登育樂 | 《黑貓大舞台》《西廂記》                     | 張君瑞                                                                                |
| 1991年 | 巨登育樂 | 《黑貓大舞台》《花木蘭》                     | 李廣                                                                                  |
| 1991年 | 巨登育樂 | 《黑貓大舞台》《牛郎織女》                   | 牛郎                                                                                  |
| 1991年 | 巨登育樂 | 《黑貓大舞台》《聊齋怪談》                   | 楊參謀                                                                                |
| 1991年 | 巨登育樂 | 《黑貓大舞台》《新西遊記》                   | 唐三藏                                                                                |
| 1991年 | 巨登育樂 | 《黑貓大舞台》《戲說慈禧》                   | 光緒皇帝                                                                              |
|        | 巨登育樂 | 《黑貓夜總會-第10集》《歌中劇-法國式的戀愛》 | 戴高樂                                                                                |
|        | 巨登育樂 | 《黑貓夜總會-第13集》《歌中劇-諜對諜》       | 情報員007‧詹姆斯龐德                                                                  |
|        | 巨登育樂 | 《豬哥亮俱樂部》                             | 演唱:包青天.再三誤解                                                                  |
|        | 巨登育樂 | 《豬哥亮俱樂部》                             | 演唱:塵緣.明日天涯                                                                    |
|        | 巨登育樂 | 《黑貓夜總會》                               | 演唱:初戀.思想起.再三誤解.狀元樓.紹興調.相思雨.廣東戲-鳳閣恩仇未了情（選段）.雙人枕頭 |
|        | 巨登育樂 | 《巨登大歌廳》                               | 演唱:故鄉.初戀.愛拼才會贏                                                             |

### 舞台歌舞秀
| 秀場名                       | 日期       | 場地                 | 備註                                                                      |
| ---------------------------- | ---------- | -------------------- | ------------------------------------------------------------------------- |
| [萬秀之王2] 豬哥亮豪華歌舞秀 | 2011.03.25 | 台北國際會議中心     | 前半段以歌廳秀方式呈現，後半段則演出古裝劇「嘉慶君遊台灣」（共6場巡迴秀） |
| [萬秀之王2] 豬哥亮豪華歌舞秀 | 2011.03.26 | 台北國際會議中心     | 前半段以歌廳秀方式呈現，後半段則演出古裝劇「嘉慶君遊台灣」（共6場巡迴秀） |
| [萬秀之王2] 豬哥亮豪華歌舞秀 | 2011.04.16 | 台南市成功大學體育館 | 前半段以歌廳秀方式呈現，後半段則演出古裝劇「嘉慶君遊台灣」（共6場巡迴秀） |
| [萬秀之王2] 豬哥亮豪華歌舞秀 | 2011.04.23 | 台中市中興大學惠蓀堂 | 前半段以歌廳秀方式呈現，後半段則演出古裝劇「嘉慶君遊台灣」（共6場巡迴秀） |
| [萬秀之王2] 豬哥亮豪華歌舞秀 | 2011.04.30 | 高雄市巨蛋           | 前半段以歌廳秀方式呈現，後半段則演出古裝劇「嘉慶君遊台灣」（共6場巡迴秀） |
| [萬秀之王2] 豬哥亮豪華歌舞秀 | 2011.05.07 | 嘉義市港坪體育館     | 前半段以歌廳秀方式呈現，後半段則演出古裝劇「嘉慶君遊台灣」（共6場巡迴秀） |

## 主持作品

### 電視節目
| 頻道         | 節目名         |
| ------------ | -------------- |
| 中華電視公司 | 《小小英雄榜》 |
| 真相新聞網   | 《看狗在說話》 |

### 廣播節目
| 頻道         | 節目名                     |
| ------------ | -------------------------- |
| 廣電基金     | 《小小圖書館》             |
| 正聲廣播公司 | 《午夜旋律》、《子夜情懷》 |
| 中國廣播公司 | 《女人香—名人訪談》        |

## 出版作品

### 書籍
| 出版日     | 書名                                                          | 作者                     | 出版社     | ISBN               |
| ---------- | ------------------------------------------------------------- | ------------------------ | ---------- | ------------------ |
| 2004.05.10 | 《永恆的巨星》台灣電視歌仔戲四十年                            | 何恃東                   | 遠足文化   | ISBN 9867630335    |
| 2005.08.05 | 《現代藝術家的故事》（響遏行雲白雪之音-戲曲家楊懷民先生）     | 李素真                   | 正中書局   | ISBN 9570917326    |
| 2017.02.17 | 《奔跑吧！浪浪》從街頭到真正的家，莉丰慧民V館22個救援奮鬥的故事 | 楊懷民、大城莉莉、王國彬 | 四塊玉文創 | ISBN 9789869421225 |

## 音樂作品
| 年份       | 專輯                                  | 曲目                 | 演唱者                             | 發行     |
| ---------- | ------------------------------------- | -------------------- | ---------------------------------- | -------- |
| 1987.06    | 狄鶯《一對新耳環》                    | 你不是薄情的人       | 楊懷民、狄鶯                       | 光美唱片 |
| 2013.07.12 | 天龍傳奇-電視歌仔戲原聲帶(戲曲版) 2CD | 曲目10.清風調        | 楊懷民（宋仁宗）、石惠君（張貴妃） | 美樂帝   |
| 2013.07.12 | 天龍傳奇-電視歌仔戲原聲帶(戲曲版) 2CD | 曲目24.都馬調        | 楊懷民（宋仁宗）、石惠君（張貴妃） | 美樂帝   |
| 2014.09.04 | 天龍傳奇-電視歌仔戲原聲帶 2CD 第三版  | 曲目4.良夜之歌       | 楊懷民（宋仁宗）                   | 美樂帝   |
| 2014.09.04 | 天龍傳奇-電視歌仔戲原聲帶 2CD 第三版  | 曲目12.廣東怨        | 楊懷民（宋仁宗）                   | 美樂帝   |
| 2014.09.04 | 天龍傳奇-電視歌仔戲原聲帶 2CD 第三版  | 曲目17.河洛調        | 楊懷民（宋仁宗）                   | 美樂帝   |
| 2014.09.04 | 天龍傳奇-電視歌仔戲原聲帶 2CD 第三版  | 曲目19.七字調/念雜調 | 楊懷民、陳亞蘭（宋仁宗、楚雲天）   | 美樂帝   |

## 動保活動
楊懷民長期關心動保議題。2014年，與友人在宜蘭冬山購地蓋狗園，成立「台灣莉丰慧民V關懷動物協會」，又名「飛翔蜜境」。是一個集結救援、醫療、送養、收容、照養流浪毛孩的園區，主要救援死刑犬與病危的狗。
於2017年、2018年兩度舉辦「毛起來幸福」活動，邀請到陳珮騏、譚艾珍等多名藝人，為流浪毛孩發聲。

## 獎項
- 1975年，因話劇《孔夫子》獲得中華民國話劇協會頒發「最佳男演員獎」。
- 1986年以連續劇『煙雨江南』/ 康熙皇帝，獲華視頒發『最佳男演員獎』。
- 1987年以歌仔戲『紅塵客』/ 楚天遙，獲華視頒發『最佳男演員獎』。
- 1990年主持兒童節目『小小英雄榜』獲頒華視『最佳兒童節目主持人獎』,並提名金鐘獎『最佳兒童節目主持人獎』。
- 1993年以連續劇『包青天』單元『鍘美案』/ 陳世美一角，華視頒發『最佳男主角獎』及提名金鐘獎。
- 1997年主持兒童節目『小小圖書館』由廣電基金提名，入圍第32屆金鐘獎『兒童節目主持人獎』。